# Nositel-1
Nositel-1 ((russisk): Носителъ for bærer) eller N1 var en sovjetisk løfteraket som skulle sende to kosmonauter til Månen med et Sojuz 7K-LOK (Lunnij Orbitalnij Korabl) kommando/servicemodul og en LK (Lunnij Korabl) månelander. Raketten var problematisk, så den kom aldrig ud i rummet og ødelagde tilmed sin startrampe under det andet opsendelsesforsøg.
Sergej Koroljov var chefdesigneren på Nositel og foretrak mange mindre petroleumsraketmotorer. Førstetrinnet havde f.eks. 30 motorer og da Koroljov døde i 1966 skulle den uprøvede Vasilij Misjin overtage projektet. Koroljovs konkurrent Vladimir Tjelomej prøvede ihærdigt at få overført bevillingerne til sit Proton/Sojuz 7K-L1 måneomkredsningsprojekt. Den svage Misjin kunne ikke magte opgaven og Sovjetunionen tabte månekapløbet.
Koroljov solgte oprindeligt Nositel-1 til militæret som en løfteraket til en 75 tons tung og 18 m lang militær, atombevæbnet rumstation Zvezda. Da der i Sovjetunionen ikke var en klar adskillelse mellem den civile og den militære rumfart, var dette et klogt træk. Rumstationen blev anset for urealistisk og opgivet tidligt i processen. Inertien i projektet tillod dog stadig ressourcer at blive anvendt på selve raketten. Koroljov legede med tanken om at et atomdrevet TMK-marsfartøj med tre kosmonauter skulle opsendes med Nositel-raketten.

## Spinoff
Nositels femtetrin Blok D (Д = D er det femte bogstav på russisk) blev i mange år brugt som fjerdetrin på Protonraketten.
Nositel-startrampen Plosjadka 110 på Bajkonurkosmodromen blev ombygget til Energija-raketten der fløj to gange i 1987-88.
Opsendelsesforsøg:
| Forsøg | dato              | varighed       |
| ------ | ----------------- | -------------- |
| N1-3L  | 21. februar 1969  | 68,7 sekunder  |
| N1-5L  | 3. juli 1969      | 0,25 sekunder  |
| N1-6L  | 26. juni 1971     | 50,2 sekunder  |
| N1-7L  | 23. november 1972 | 106,9 sekunder |

## Fodnoter
1. ↑  "Complex N1-L3" [Kompleks N1-L3] (engelsk). PAO "S.P. Korolev RSC "Energia". 2019. Arkiveret fra originalen 4. august 2019. Hentet 19. oktober 2023.
2. 1 2  Zak, Anatoly. "The N1 Moon rocket" [N1-måneraketten]. Russian Space Web (engelsk). Arkiveret fra originalen 19. juli 2023. Hentet 19. oktober 2023.
3. ↑  Helle og Henrik Stub: "Rejsen ud i Rummet: de første 50 år", kapitel "Månekapløbet", 2007, Gyldendals Forlag, ISBN 978-87-02-03974-0